# Amasa Fly
Kristian Jens Amasa Fly (* 27. Oktober 1897 in Ilulissat; † unbekannt) war ein grönländischer Landesrat.

## Leben
Amasa Fly war der Sohn von Karl Frederik Peter Mathias Fly (1869–?) und Else Ane Birgithe Karoline Noahsen (1872–?). Am 5. März 1922 heiratete er in Ilulissat Sofie Mariane Thrune Lucie Steenholdt (1902–?), Tochter von Boye Pavia Ole Steenholdt (1873–?) und Mette Charlotte Barbara Marie Dalager (1874–?).
Amasa Fly war Jäger in seinem Heimatort Ilulissat. Von 1939 bis 1943 saß er für eine Legislaturperiode im nordgrönländischen Landesrat.